# 李初圻
李初圻，清朝人，是一名清朝政治人物。
李初圻曾于1852年接替余龙光任青浦县知县一职，1852年由朱守和接任。